# Шарру-кин I
Шарру-кин I (Саргон I; аккад. ŠAR.RU.KI.IN — «Царь истинный») — правитель города Ашшура в XIX веке до н. э. Сын Икунума.
Шарру-кин I не оставил надписей в храме Ашшура. Имеется только оттиск его печати на документе купца, происходящем из Каниша в Малой Азии.
Согласно списку лимму, Шарру-кин I правил 41 год. На 6-м году его правления (лимму Пузур-Иштар) произошло солнечное затмение, по современным исчислениям падающее на 1833 год до н. э.